# Kleinhecken
Kleinhecken ist ein Weiler in Lohmar im Rhein-Sieg-Kreis in Nordrhein-Westfalen.

## Geographie
Kleinhecken liegt im Nordwesten von Lohmar. Umliegende Ortschaften und Weiler sind Schnellhaus im Norden, Broich und Wickuhl im Nordosten, Schiefelbusch im Osten, Dachskuhl und Neuenhof im Südosten, Gammersbach im Süden, Burg Schönrath, Rodderhof, Oberschönrath und Knipscherhof im Südwesten, Fußheide und Großhecken im Westen, Großenhecken im Nordwesten.

## Gewässer
Nordwestlich von Kleinhecken fließt der Kupfersiefer Bach, ein orographisch linker Nebenfluss der Sülz. Im Nordosten und im Süden von Kleinhecken entspringen zwei Quellflüsse eines namenlosen orographisch rechten Nebenflusses des Gammersbach.

## Verkehr
Kleinhecken liegt direkt an der Kreisstraße 39.